# Killing Is My Business... and Business Is Good!
Killing Is My Business... and Business Is Good! debitantski je studijski album američkog thrash metal sastava Megadeth. Album je 12. lipnja 1985. godine objavila diskografska kuća Combat Records.

## O albumu
Album je uglavnom dobio dobre kritike. Reizdan je 2002. godine te je potpuno remiksan i remasteriran, a imao je i drugačiji omot. Dave Mustaine je htio da na originalnom omotu bude maskota sastava Vic Rattlehead, no izdavačka je kuća izgubila omot pa su improvizirali niskobuđetnu zamjensku sliku.

## Popis pjesama
Tekstovi i glazba: Dave Mustaine, osim pjesme "These Boots" koju je napisao Lee Hazlewood. 
| 1.    | »Last Rites/Loved to Deth«                        | 4:40 |
| 2.    | »Killing Is My Business... and Business Is Good!« | 3:06 |
| 3.    | »Skull Beneath the Skin«                          | 3:47 |
| 4.    | »These Boots« (obrada Nancy Sinatre)              | 3:41 |
| 5.    | »Rattlehead«                                      | 3:43 |
| 6.    | »Chosen Ones«                                     | 2:55 |
| 7.    | »Looking Down the Cross«                          | 5:05 |
| 8.    | »Mechanix«                                        | 4:22 |
| 31:33 |                                                   |      |

## Osoblje
| Megadeth - Dave Mustaine — gitara, vokali, klavir, produkcija - Chris Poland — gitara - David Ellefson — bas-gitara, prateći vokali - Gar Samuelson — bubnjevi, timpani | Ostalo osoblje - Karat Faye — produkcija - Jay Jones — pretprodukcija - Dan Rizzi — fotografija - Donald J. Munz — dizajn |